# Canale Danubio-Mar Nero

In rosso è stato indicato il canale

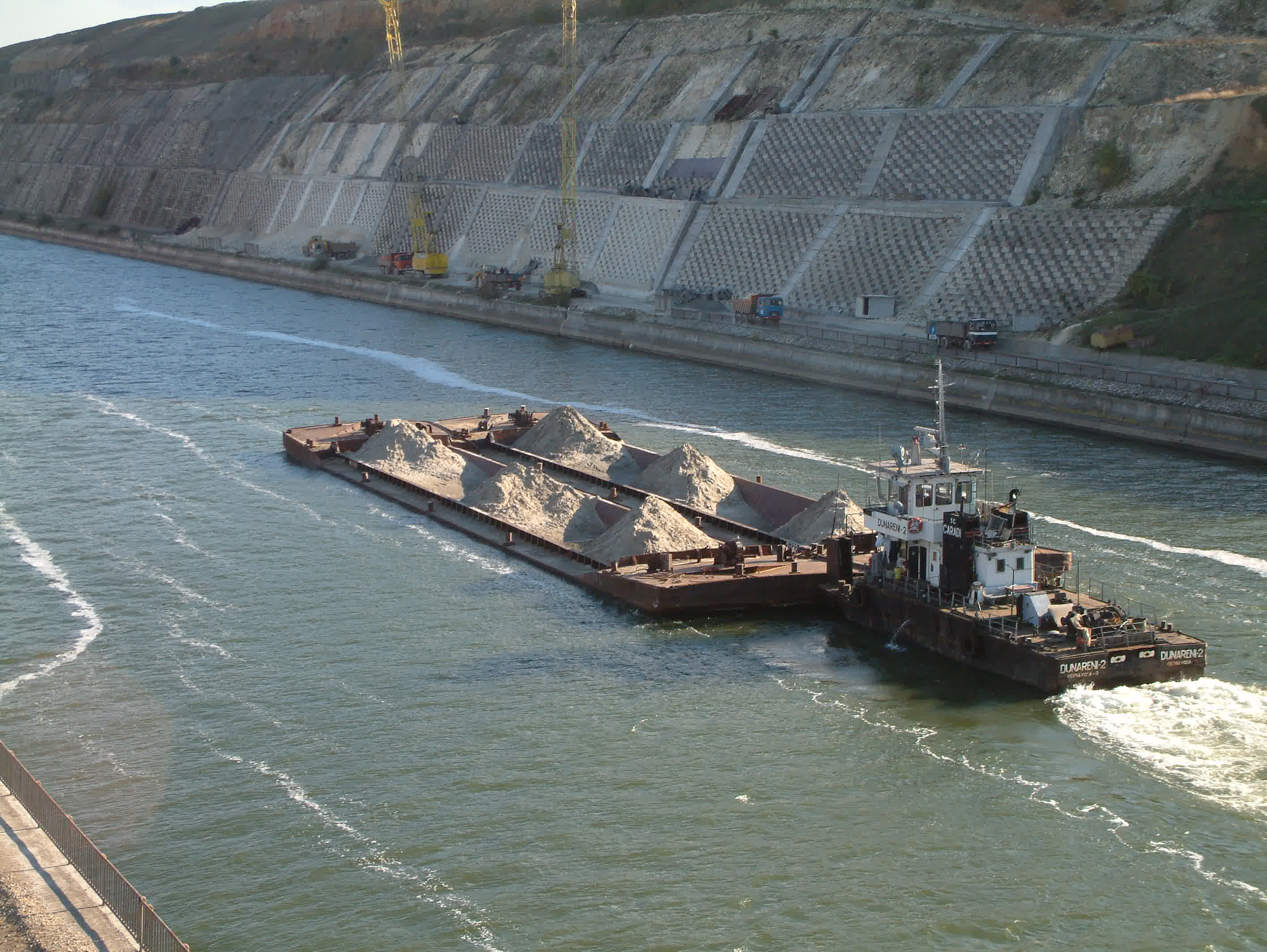
Una chiatta attraversa il canale

Il canale Danubio-Mar Nero (in rumeno Canal Dunăre-Marea Neagră) è un canale navigabile della Romania nel distretto di Costanza che collega le città di Cernavodă sul Danubio e termina nel Mar Nero attraverso due bracci: uno più settentrionale con la città di Năvodari (detto "canale Poarta Albă-Midia Năvodari"), quello meridionale con Agigea e quindi col porto di Costanza accorciando così il viaggio verso il capoluogo dobrugiano di circa 400 km. Il canale fa parte dell'importante via navigabile europea che unisce Costanza con Rotterdam e quindi con il Mar del Nord attraverso il canale Reno-Meno-Danubio inaugurato nel 1992.

## Storia
Il piano di costruzione di questo canale esisteva già dal XIX secolo, ma con la costruzione nel 1860 della ferrovia da Costanza a Cernavoda si abbandonò l'idea della sua realizzazione. Nel 1927 l'ingegnere rumeno Stoenescu rispolverò il progetto disegnando un nuovo piano. Terminata la guerra il 25 maggio 1949 fu deciso di incominciare i lavori che si fermarono nel 1955 per essere poi nuovamente ripresi nel 1975 durante il regime di Ceaușescu. Conclusa la costruzione del braccio meridionale il canale fu inaugurato il 26 maggio 1984 e nel 1987 il braccio settentrionale.

Tra i lavoratori per questa opera furono impiegati molti prigionieri politici arrestati dal regime comunista. Si dice che nella sua realizzazione siano morti migliaia di questi uomini ed è per questo che alcuni in Romania definiscono questo il "canale dei Morti" canalul Morții.

## Dati generali
Con una lunghezza di 64,2 km, una larghezza di 110–140 m ed una profondità di 7 m,
il canale ha una capacità annuale massima di trasporto di 70 milioni di tonnellate di merci. Il pescaggio massimo ammesso è di 5,5 m (3,8 m nel canale Poarta Albă-Midia-Năvodari), permettendo il passaggio alle navi fluviali e marittime piccole.
La costruzione del canale ha avuto bisogno di un investimento di circa $ 2 miliardi. Le stime iniziali prevedevano di recuperare l'investimento in 50 anni. Lo sfruttamento attuale del canale porta un reddito di poco oltre € 3 milioni il che presuppone una durata di recupero dell'investimento di circa 600 anni.